# Крайниківська сільська рада
| Крайниківська сільська рада — колишній орган місцевого самоврядування у Хустському районі Закарпатської області з адміністративним центром у с. Крайниково. Сільській раді були підпорядковані населені пункти: - с. Крайниково |

## Склад ради
Рада складалася з 18 депутатів та голови.

## Керівний склад сільської ради
| ПІБ                       | Основні відомості                                                 | Дата обрання | Дата звільнення |
| ------------------------- | ----------------------------------------------------------------- | ------------ | --------------- |
| Вайнагій Олена Михайлівна | Сільський голова, 1963 року народження, освіта, позапартійна      | 26.03.2006   | 31.10.2010      |
| Вайнагій Олена Михайлівна | Сільський голова, 1963 року народження, освіта вища, позапартійна | 31.10.2010   |                 |

Примітка: таблиця складена за даними джерела